# Cariberto de Hesbaye
Cariberto de Haspengau ou Hesbaye (555-636), possivelmente um conde, filho de Cariberto I, rei merovíngio de Paris e Ingoberga. Cariberto é descrito como Charibert nobilis na Neustria no Europäische Stammtafeln (Árvore Genealógica das Família Européias). Nenhuma outra informação está disponível  a respeito de seus netos (por exemplo, Lamberto, Bispo de Lyon), somente que são descritos como tendo "valor elevado e digno de significativas posições" dentro do palácio.
Cariberto casou-se com Wulfgurd de Hesbaye de pais desconhecidos. É citado que possuem quatro filhos e alegadamente cinco:
- Robert I, Bispo de Tours
- Aldebert, um monge, possivelmente na Abadia de Fontenelle.
- Erlebert, Seigneur de Quernes
- Uma filha sem nome.
- Roberto II (provavelmente)

Cariberto foi o patriarca da família dos Robertianos, com Roberto I e Roberto II, Reis da França, como seus descendentes.